# Chloroclystis metallospora
Chloroclystis metallospora är en fjärilsart som beskrevs av Turner 1904. Chloroclystis metallospora ingår i släktet Chloroclystis och familjen mätare. Inga underarter finns listade i Catalogue of Life.

## Bildgalleri

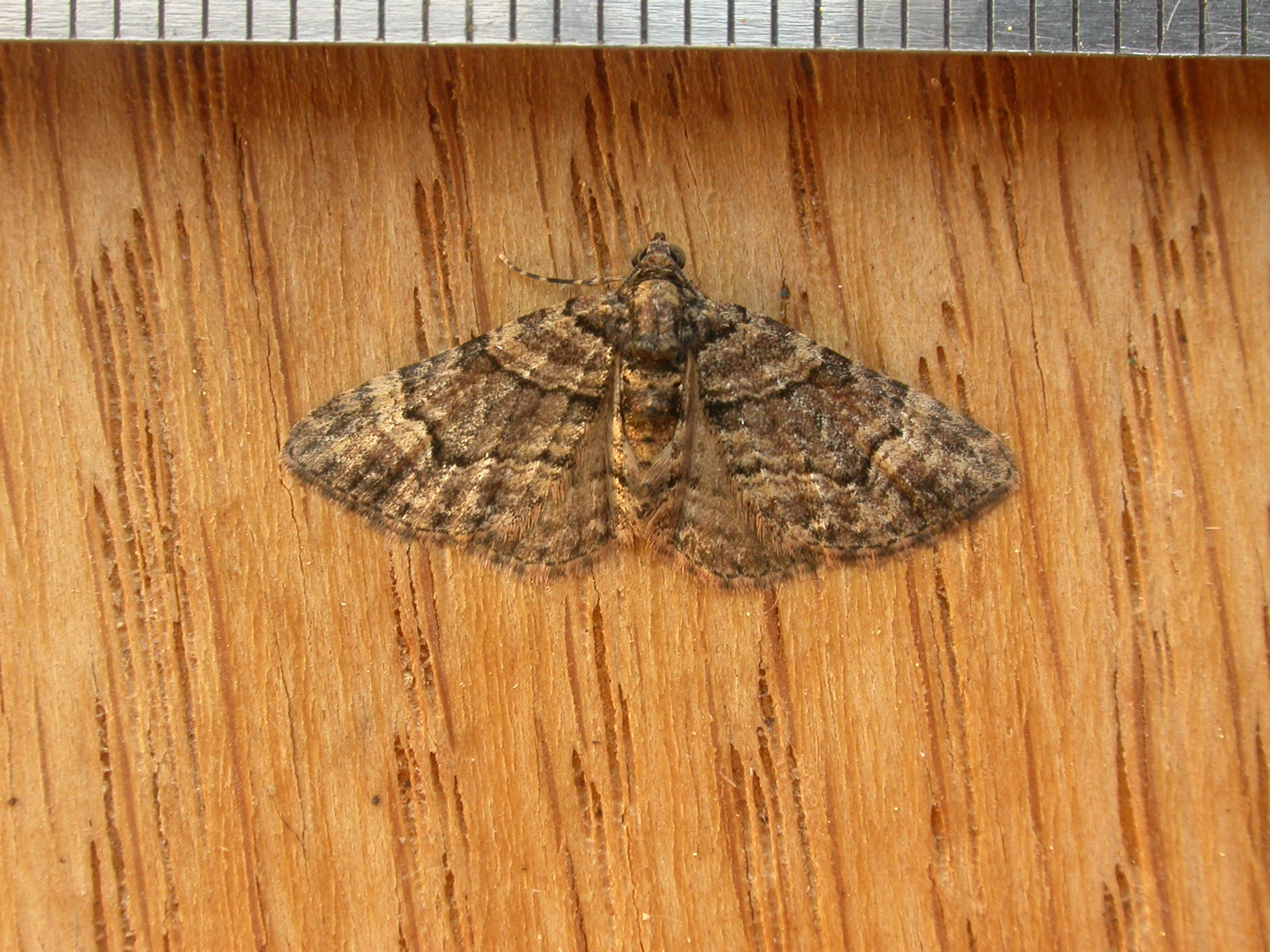